# Поликлит
Поликли́т (лат. Polyclites; убит в 68 году н. э.) — римский вольноотпущенник, приближённый императора Нерона.

## Биография
После подавления восстания Боудикки Поликлит по приказу императора Нерона был отправлен в Римскую Британию. Целью Поликлита было изучить ситуацию в пострадавшей от мятежа провинции. Прокуратор провинции Гай Юлий Альпин Классициан не одобрял карательные походы Гая Светония Паулина против бриттов и составил жалобу на наместника. 
После возвращения из Британии, Поликлит сообщил о ситуации императору и Нерон отстранил от командования Светония, заменив его на Публия Петрония Турпилиана. Поликлит был казнён в 68 году в правление императора Гальбы вместе с тремя бывшими приближёнными Нерона.